# 武功郡
武功郡，中国南北朝时设置的郡。
北魏太和十一年（487年）设置武功郡，属于岐州，治所在美阳县（今陕西省咸阳市西南杨陵区永安村，一说在扶风县东南）。辖境相当今陕西省武功县及扶风县南部、乾县西北部等地。西魏沿置。北周建德三年（574年）废武功郡。